# جوسلين دوماس
جوسيلين دوماس (بالإنجليزية: Joselyn Dumas)‏ (من مواليد 31 أغسطس 1980) هي مُمثلة ومُقدمة برامج تلفزيونية غانية. في عام 2014، لعبت دور البطولة في فيلم A Northern Affair، وهُو الدور الذي نالت عنه جائزة أفلام غانا لأفضل ممثلة في دور رئيسي، كما رُشحت عن هذا الدور أيضا لنيل جائزة الأكاديمية الأفريقية للأفلام لأفضل ممثلة في دور رئيسي.

## طفولتها ومسارها الدراسي
ولدت دوماس في غانا وأمضت طفولتها المبكرة في العاصمة أكرا. حصلت على تعليمها الأساسي في مدرسة مورنينغ ستار، ثُم انتقلت بعد ذلك إلى مدرسة رئيس الأساقفة بورتر الثانوية للبنات. انتقلت جوسلين بعد ذلك إلى الولايات المتحدة حيث أتمت دراستها هُناك وحصلت على شهادة جامعية في القانون الإداري.

## روابط خارجية
جوسلين دوماس على موقع IMDb (الإنجليزية)
- جوسلين دوماس على موقع قاعدة بيانات الفيلم (الإنجليزية)
- جوسلين دوماس على موقع كينوبويسك (الروسية)